# Елжбета Дружбацка
Елжбѐта Дружба̀цка, с родова фамилия Ковалска (на полски: Elżbieta Drużbacka) е полска барокова поетеса. Наричана и Славянската Сафо (słowiańską Safoną) и Сарматската муза (Muzą sarmacką).

## Биография
Елжбета Ковалска е родена около 1695 година в шляхтишко семейство. Около 1720 година се омъжва за 'Кажимеж Дружбацки. Умира през 1765 година в Тарнов.

## Творчество
- Opisanie czterech części roku
- Opisanie odmiany czasu...
- Na pysznego Narcyza uciekającego od miłości Nimfy Echo nazwanej
- Na obraz płaczącego Kupidyna i smutnej Wenery